# Otto Seeck

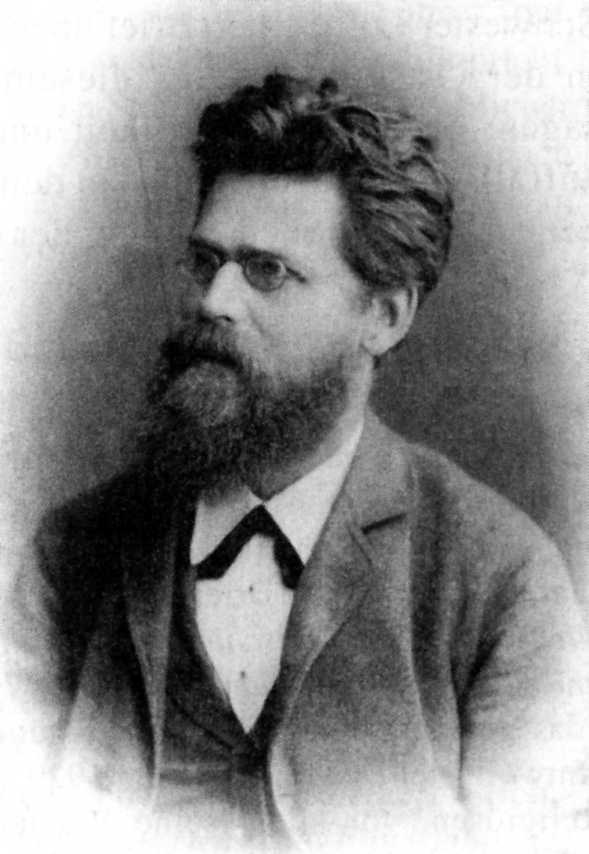
Otto Seeck

Otto Karl Seeck (* 21. Januarjul. / 2. Februar 1850greg. in Riga; † 29. Juni 1921 in Münster/Westfalen) war ein deutscher Althistoriker.

## Leben
Otto Seeck wurde 1850 als Sohn des Schlossermeisters und Fabrikbesitzers Friedrich Wilhelm Seeck (1793–1859) und seiner Frau Ottilie, geborene Hagentorn (1820–1902), geboren. Er brach sein zunächst an der Kaiserlichen Universität Dorpat begonnenes Studium der Chemie ab, um an der Berliner Friedrich-Wilhelms-Universität bei Theodor Mommsen zu studieren, bei dem er dann 1872 mit einer Arbeit über die Notitia dignitatum promovierte. Er habilitierte sich 1877 in Berlin. Mit tatkräftiger Unterstützung Mommsens wurde er 1881 als Nachfolger Theodor Hirschs an die Universität Greifswald berufen, wobei der aussichtsreiche Bewerber Karl Julius Beloch, der mit Mommsen zerstritten war, das Nachsehen hatte. Mommsen, der insgesamt sehr wenig von der ihm nachfolgenden Generation an Altertumskundlern („die junge Impotenz“) hielt, hielt Seeck gewissermaßen für das kleinste Übel. Er bemühte sich daher darum, die Unterstützung seines Schwiegersohns Ulrich von Wilamowitz-Moellendorff, der ebenfalls Professor in Greifswald war, für Seeck zu gewinnen. Wilamowitz war zunächst gegen Seecks Berufung, doch Mommsen versuchte erfolgreich, ihn umzustimmen, indem er an ihn nicht ohne Herablassung schrieb:

„Besser als alle scheint mir Seeck; du weißt das ja, willst ihn aber nicht. Griechisch kann er nicht, so wenig wie ich; sein Latein ist schwach, aber er bessert sich; mir haben kürzlich die ersten Hefte seiner Bearbeitung der Briefe des Symmachus vorgelegen, einzelnes war recht gut und die Tollheiten, wie in den oratt., ziemlich vermieden. Er hat trotz allem dem eine natürliche philolog. Begabung wenigstens für denjenigen Teil der Kritik, der nicht an feinem Sprachgefühl hängt, Kenntnis und Anschauungen auf einem allerdings recht engen und für die Univ. unmittelbar wenig brauchbaren Gebiet, ernsten Willen und Charakter. Sein schroffes Wesen ist mir erträglicher als die sonst übliche Hoffahrt der jungen Impotenz.“

In Greifswald war Seeck zunächst außerordentlicher Professor für römische Geschichte und Altertumskunde. Zum 1. Oktober 1885 wurde er zum ordentlichen Professor ernannt. 1907 wechselte er an die neugegründete Westfälische Wilhelms-Universität Münster.

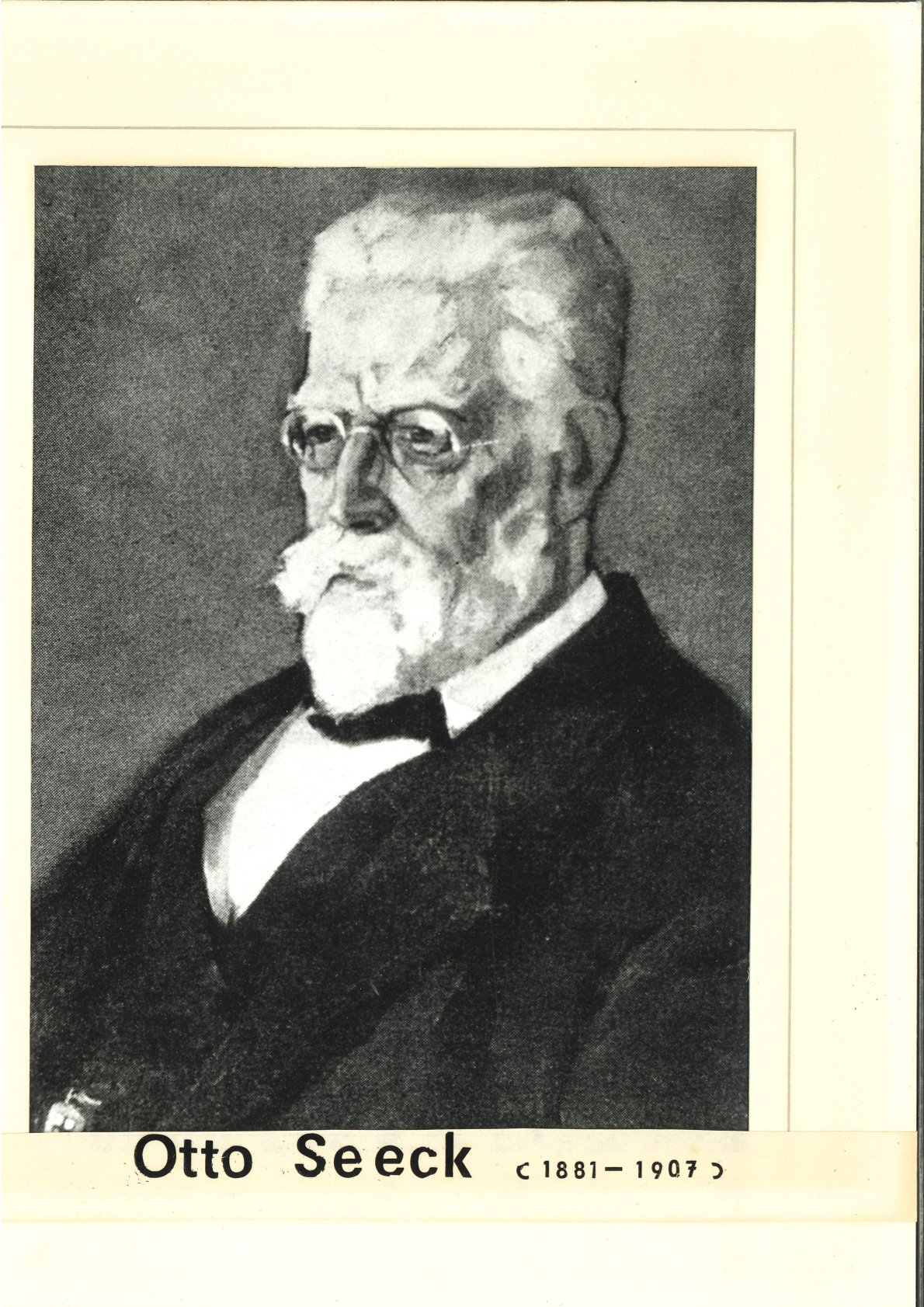
Otto Seeck

Seeck war Ehrenmitglied der philologischen Verbindungen Baltia Greifswald und Guestphalia Münster.

## Werk
Seeck verfasste vor allem einflussreiche Arbeiten zur Spätantike, deren sozialdarwinistische Tendenz ihn in manchem in die Nähe eines Oswald Spengler rückte und die heute vornehmlich aus wissenschaftsgeschichtlicher Sicht interessant sind, da sie lange Zeit sehr großen Einfluss hatten. Seecks umfangreiches Hauptwerk Geschichte des Untergangs der antiken Welt gilt dennoch als die bis heute umfassendste, ganz aus den Quellen gearbeitete Darstellung der Spätantike in deutscher Sprache. Es ist in vielerlei Hinsicht jedoch völlig überholt und reflektiert nicht mehr den modernen Forschungsstand, der die extrem negative Beurteilung der Spätantike, wie sie Seeck pflegte, inzwischen revidiert hat. Seine negative Sicht der Spätantike rührte, wie Stefan Lorenz glaubt, vielleicht teilweise auch aus dem Bedauern über einen Verlust der Freiheit, die Seeck in der Zeit des klassischen Griechenlands und in der römischen Republik als vorhanden ansah und die schließlich seiner Meinung nach durch eine als „despotisch“ verstandene Alleinherrschaft ersetzt worden sei, die letztlich zum Untergang des Römischen Reiches geführt habe. Seeck nahm an, das Ende des Reiches habe seine Ursachen nicht in einer „Völkerwanderung“, sondern in einer Reihe von Prozessen gehabt, die bereits in der späten Republik eingesetzt und zu einer schrittweisen „Ausrottung der Besten“ geführt hätten: In den Bürgerkriegen und Christenverfolgungen seien gerade die tapfersten und freiheitsliebendsten Römer zu Tode gekommen, während die „Feiglinge“ überlebt und sich fortgepflanzt hätten, was auf lange Sicht den Verfall des Imperiums bewirkt habe. Lorenz kritisiert in einem Fachaufsatz die Einseitigkeit dieser Darstellung und bezeichnet Seecks Charakterisierungen der historischen Akteure als nicht geglückt, lobt aber gleichzeitig die seines Erachtens umfassende und genaue Schilderung der politischen Ereignisgeschichte.
Seeck trat auch mit einer Edition der Notitia dignitatum hervor, die immer noch als Standardausgabe gilt, sowie mit einer einflussreichen Ausgabe der Schriften des Quintus Aurelius Symmachus, die Alan Cameron noch 1998 als „unersetzlich“ bezeichnet hat. Auch seine Untersuchung zu den Briefen des Libanios war grundlegend. Von Bedeutung sind auch die fast 2.200 Artikel Seecks vor allem zur Spätantike in Paulys Realencyclopädie der classischen Altertumswissenschaft (RE), von denen viele aufgrund der fundierten Quellenkenntnis Seecks auch heute noch nützlich sind. Mit seinen biographischen Artikeln legte er die Grundlage für eine Prosopographie der Spätantike.

## Schriften (Auswahl)
- Quaestiones de notitia dignitatum. Dissertation, Berlin 1872 (Digitalisat).
- Notitia dignitatum. Accedunt notitia urbis Constantinopolitanae et laterculi provinciarum. Berlin 1876 (unveränderter Nachdruck Frankfurt am Main 1962; Digitalisat).
- als Herausgeber: Q. Aurelii Symmachi quae supersunt (= Monumenta Germaniae Historica, Auctores antiquissimi. Band 6, 1.). Weidmann, Berlin 1883 (Digitalisat). Unveränderter Nachdruck Monumenta Germaniae Historica, München 1984, ISBN 3-921575-19-2.
- Die Kalendertafel der Pontifices. Berlin 1885 (Digitalisat).
- Die Quellen der Odyssee. Berlin 1887 (Digitalisat).
- Die Entwicklung der antiken Geschichtsschreibung und andere populäre Schriften. Berlin 1898 (Digitalisat).
- Die Briefe des Libanius zeitlich geordnet (= Texte und Untersuchungen zur Geschichte der altchristlichen Literatur. Neue Folge. Band 15, Heft 1–2). J. C. Hinrichs, Leipzig 1906 (Digitalisat).
- Regesten der Kaiser und Päpste für die Jahre 311 bis 476 n. Chr. Vorarbeit zu einer Prosopographie der christlichen Kaiserzeit. Stuttgart 1919.
- Geschichte des Untergangs der antiken Welt. 6 Bände. Metzler, Stuttgart 1895–1920 (mehrere Neuauflagen; Nachdruck der Ausgabe von 1921: Primus-Verlag, Darmstadt 2000, ISBN 3-89678-161-8; Digitalisat).